# Saxifraga monticola
Saxifraga monticola là một loài thực vật có hoa trong họ Saxifragaceae. Loài này được (Small) Fedde miêu tả khoa học đầu tiên năm 1906.